# スティーブ・チェン (スーパーコンピュータ設計者)
スティーブ・チェン（陳世卿, Steve Chen, 1944年 - ）は、スーパーコンピュータの設計者。

## 経歴
中国・福建省南平市に生まれ、台湾・高雄市に移住した。父は中華民国の軍人。台湾大学で電気工学を専攻し、1966年に学士号を取得。卒業後アメリカ合衆国に渡り、ペンシルベニア州フィラデルフィアのビラノバ大学で修士号、イリノイ大学アーバナ・シャンペーン校で博士号を取得した。
1979年にシーモア・クレイのクレイ・リサーチ社（現・クレイ）に入社。チェンはスーパーコンピュータの設計に大きな役割を果たし、マルチプロセッサスーパーコンピュータである Cray X-MP の主要設計者として名を馳せることになった。
Cray X-MP の完成後は次世代マルチプロセッサスーパーコンピュータ Cray MP の開発プロジェクトを推進していたが、64基のシリコンVLSIによるプロセッサを並列動作させ、プロセッサ相互間の通信にレーザーを使用するこのコンピュータの開発はOSが完全新規開発となったこともあって難航し、2年間で開発予算が当初予定の2倍に当たる1億ドルに膨れあがる見通しとなったことから、クレイ社首脳陣は1987年に開発中止を決定した。
これを受けてチェンは上級副社長職を辞してクレイ・リサーチ社を退社し、1988年1月にクレイ・リサーチ時代に最大のライバルであった IBM の資金援助を受け Supercomputer Systems 社を設立した。
1993年、SuperComputer International 社を設立。1995年に Chen Systems 社に社名変更され、翌1996年にシークエント・コンピュータ社に買収された。
テクノロジー・ジャーナリストであるジョン・マーコフはニューヨーク・タイムズで、「クレイ・リサーチ社にいた頃のチェンは、アメリカ合衆国に奉仕した最も優れたスーパーコンピューター設計者の一人だった。」と述べている。
2007年現在チェンは、香港のShell Electric MFG.社の子会社である中華人民共和国・深圳市に本拠を置くGalactic Computing社の最高経営責任者を務め、スーパーコンピューティングブレードシステムの開発・研究に取り組んでいる。